# 久留島通彦

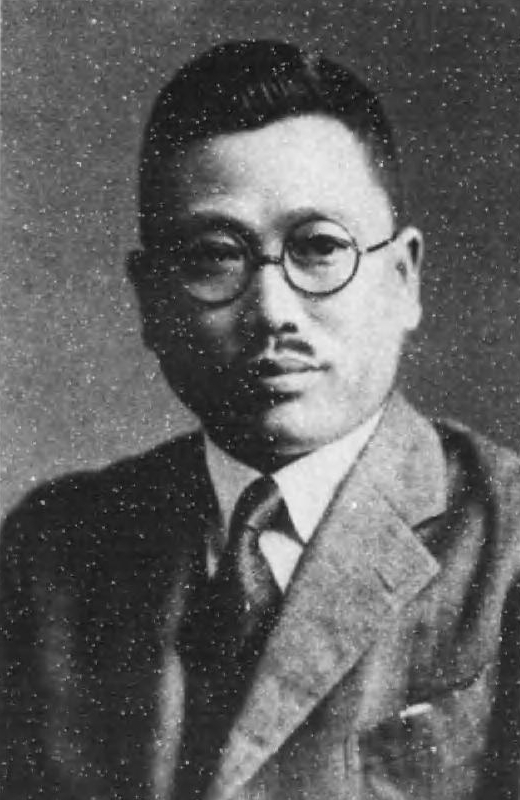
矢作水力時代の久留島通彦

久留島 通彦（くるしま みちひこ、1886年〈明治19年〉2月20日 - 1977年〈昭和52年〉10月2日）は、大正から昭和にかけて活動した日本の実業家である。戦前は主として電気事業に関わり矢作水力の支配人から副社長まで昇任。戦後は同社から派生した化学メーカー東亞合成化学工業（現・東亞合成）の会長を務めた。大分県出身。

## 前半生
久留島通彦は、1886年（明治19年）2月20日、大分県士族久留島通與の四男として生まれた。生家の久留島家は江戸時代に森藩家老を務めた家。また母の修は森藩8代藩主久留島通嘉の娘である。兄に東邦電力常務や揖斐川電気（現・イビデン）社長を務めた久留島政治がいる。
慶應義塾普通部を経て1910年（明治43年）3月に慶應義塾大学部理財科を卒業。在学中に慶應義塾出身の実業家福澤桃介の書生であったという縁から大学部卒業後はそのまま福澤の事業に関係した。1年ほど東京で福澤の経営する銀行に勤務したのち、島根県西部の浜田で福澤が起業した浜田電気の支配人に就任。次いで愛知県に移り、豊橋市にあった福澤系の電力会社豊橋電気で事務部長に就いた。
1916年（大正5年）12月、福澤桃介の長男駒吉を社長に据えてソーダ会社東海曹達株式会社が設立される。久留島は同社の支配人に就任し、豊橋から名古屋市へと移った。東海曹達は1917年（大正6年）に名古屋市内にソーダ工場を建設し、苛性ソーダや晒し粉の生産を開始する。支配人在任中の1920年（大正9年）7月、久留島は製造法改良に向けた研究のため技師を伴いアメリカ合衆国へと出張した。
1921年（大正10年）2月、大阪送電・木曽電気興業・日本水力の3社合併で資本金1億円の大手電力会社大同電力が発足する。同社発足に際し、久留島は旧木曽電気興業の工場で鋳鋼の生産にあたっていた名古屋製鉄所の所長に着任。さらに同年11月、大同電力名古屋製鉄所を独立させて大同製鋼株式会社（大同特殊鋼の前身）が新設されると、久留島は社長福澤桃介の下で常務取締役に就任した。ただし在任期間は短く、翌1922年（大正11年）7月の、大同製鋼が同じ福澤系の電気製鋼所の鉄鋼事業を引き継ぎ大同電気製鋼所となった際に常務からは退いた（新常務は川崎舎恒三）。大同電気製鋼所の取締役には留任しており、その後1928年（昭和3年）4月まで在任している。

## 矢作水力時代

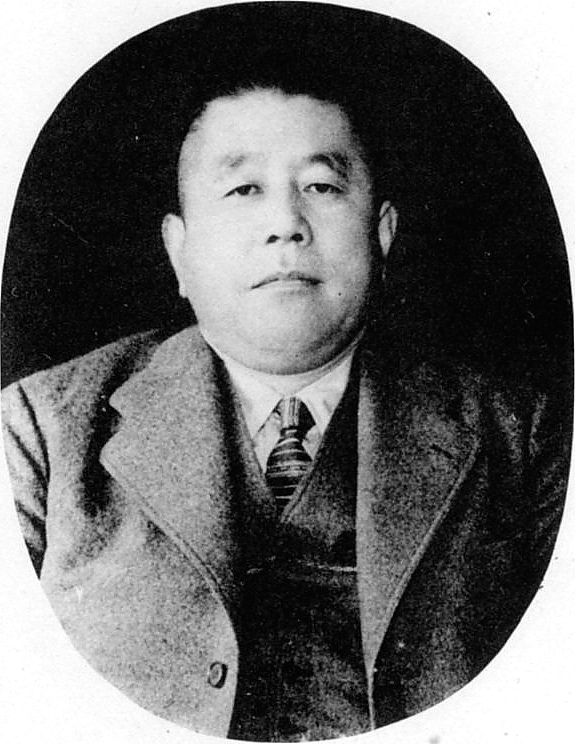
矢作水力第2代社長福澤駒吉

1922年2月、今度は矢作水力株式会社に入社し支配人となった。同社は福澤桃介や寒川恒貞らが水力発電研究のため組織した「大正企業組合」を母体とする電力会社で、社名にある矢作川水系の開発を目的として1919年（大正8年）3月に設立されていた。久留島が入社した当時は社長井上角五郎、副社長福澤駒吉、専務杉山栄、相談役福澤桃介という経営陣であった。3年後の1924年（大正13年）4月27日、久留島は矢作水力でも取締役に選ばれた（取締役兼支配人）。
矢作水力は矢作川開発を手掛けたのち1931年（昭和6年）に天竜川電力、1933年（昭和8年）には白山水力を相次いで合併し、矢作川水系のみならず天竜川水系や北陸の九頭竜川水系・手取川水系にも水力発電所を持つ大型電力会社へと発展していく。会社拡大の中、1933年10月26日付で久留島は矢作水力の常務取締役に選任された。常務就任時の経営陣は、社長福澤駒吉、副社長杉山栄・成瀬正忠、常務後藤一蔵・小山柳一（技師長・久留島と同時に常務昇格）という体制で。3名の常務のうち支配人兼任の久留島が筆頭常務の格であった。7年後の1940年（昭和15年）10月31日、会長制の実施で福澤が会長、成瀬が社長にそれぞれ繰り上がり、久留島も常務から副社長に昇格した。
矢作水力以外では、1928年12月、東海曹達の姉妹会社として新たに昭和曹達が設立されるとその取締役に就任（社長は福澤駒吉）。次いで1933年5月、矢作水力の余剰電力を引き受けてアンモニア合成および硫安・硝酸製造を行う矢作工業（第一次）が設立されると同社でも取締役に就いた。さらにその矢作工業から派生する形で、同社の副生品である硫酸焼鉱（硫酸滓）を主原料に銑鉄を製造すべく1937年（昭和12年）12月に矢作製鉄が設立されると、久留島は1941年（昭和16年）9月にかけて同社の常務取締役も兼ねた。
太平洋戦争開戦後の1942年（昭和17年）4月1日、矢作水力は電気事業に対する国家管理の強化によって電気事業設備を国策会社へと出資した。この際、矢作水力では1940年より第一次矢作工業を吸収したことで兼営していたアンモニア工業部門を再独立させた上で自らは解散すると決定、3月31日付で矢作工業（第二次）を設立した。この第二次矢作工業には矢作水力の役員が多く移籍しており、社長には福澤駒吉、副社長には成瀬正忠が就任したが、久留島は取締役には選ばれたものの副社長や常務には就かなかった。

## 東亞合成時代
1944年（昭和19年）7月、福澤系の第二次矢作工業・昭和曹達と三井化学系のソーダ会社2社の合併により、アンモニア工業・ソーダ工業の双方を擁する化学メーカー東亞合成化学工業株式会社（現・東亞合成）が発足した。新会社の役員は合併会社4社から選ばれ、社長には福澤駒吉が続投したが、久留島は役員から外れた。矢作水力の清算事務を終えると実業界から引退し、静岡県三島市へと移住、農業を営んだ。
太平洋戦争終戦後の1948年（昭和23年）、請われて東亞合成化学工業に相談役として復帰。翌1949年（昭和24年）9月には常務退任以来相談役として留まっていた矢作製鉄の会長に就任する。1950年（昭和25年）8月には東亞合成化学工業で取締役に就任し、さらに会長海東要造（元中部配電社長）の死去に伴い1953年（昭和28年）9月23日より第3代取締役会長に昇格した。その後5年間、海東時代から社長を務める永滝松之輔とともに同社の経営にあたる。久留島について、1966年に発行された社史では戦後期の社礎確立に尽力し質実な社風育成にあたった、と評している。
1958年（昭和33年）2月28日、任期満了につき東亞合成化学工業の取締役会長から退いた。役員改選と同時に行われた定款変更で会長・社長制が社長・副社長制に改められており、久留島の後継社長には常務取締役の伊地知寧次郎が昇格した。3年後の1961年（昭和36年）2月には矢作製鉄の会長からも退き相談役に転じた。1977年（昭和52年）10月2日、老衰のため三島市内の自宅で死去した。91歳没。